# Polyaryléther

Groupe diphényl éther, le plus simple groupe aryl éther, présent dans le squelette d'un polyaryléther (—[-OAr-]_{n}—).

Les polyaryléthers ou polyéthers aromatiques (PAE) sont une famille de polymères qui contiennent des liaisons éther aromatique dans leur chaîne principale. Ils présentent une bonne résistance à la chaleur. On distingue les polyphénylènes éthers « modifiés », facilement transformables, qui sont des mélanges thermoplastiques techniques.

## Symboles utilisés
Source : Regloplas
- PAE : désigne aussi le polyester acrylique.
- PPO : ancienne désignation du poly(oxyde de phénylène)[3] (nom trompeur, voir ci-dessous).
- PPE : désignation générale des polyphénylènes éthers.
- MPPE : PPE modifié[4], désignation incorrecte pour les mélanges (PPE + SB) et (PPE + PS-HI).
- PS-HI ou HIPS : polystyrène choc, en anglais : high-impact polystyrene.

## Exemples

### PPO non substitué

PPO non substitué, avec un enchaînement en position para.

Stricto sensu, le poly(oxyde de phénylène) est le polymère non substitué dont la structure moléculaire est représentée ci-contre. Sa température de transition vitreuse (Tv) se situe à 82 °C. Ce polymère possède un point de fusion (Tf) à environ 250 °C ; il est trop rigide et insoluble pour être fabriqué.

### PPE
Le membre le plus important des PPE est le poly[oxy-(2,6-diméthyl-1,4-phénylène)], aussi appelé poly[oxy-(2,6-diméthylphénylène)], poly(oxyde de phénylène), ou plus simplement PPE ou « PPO », un polymère de la famille des PPO. Il est constitué d'un noyau phénylène 2,6-disubstitué par deux groupes méthyle.
Ce polymère a été découvert en 1957 par le chimiste canadien Allan Hay (en) (né en 1929), et a été commercialisé par General Electric Plastics (désormais Sabic Innovative Plastics) en 1964 sous le nom commercial de PPO.
Ce PPO (ou PPE) est obtenu par polycondensation oxydante (couplage oxydant) du 2,6-xylénol, en catalyse homogène (utilisation d'un sel de cuivre et d'une amine tertiaire). Ce PPE ne s'hydrolyse pas.

Polycondensation oxydante du 2,6-xylénol, en présence d'un complexe catalytique cuivre-pyridine, produisant un PPE courant.

La température de transition vitreuse de ce polymère semi-cristallin, onéreux, vaut 207 °C et son point de fusion 267 °C. La mise en forme du polymère à l'état pur est difficile ; ceci est dû à la présence des deux groupes méthyle sur le noyau phénylène, qui réduit la déformabilité des liaisons éther (-C-O-C-).
Les PPE peuvent aussi être synthétisés par la condensation d'Ullmann (en).

### PPE modifiés (par mélange)
La processabilité conduit à réaliser des mélanges de polymères (« alliages »). Le PPE issu du 2,6-xylénol est par exemple modifié au moyen de polystyrène (PS) (bon marché), de polystyrène choc (SB), de polyamide (PA) ou de polyacrylonitrile (PAN).

#### Noryl
Le Noryl (à l'origine un mélange PPO + SB) est un exemple rare de miscibilité totale de deux polymères ; ce PPO modifié a été commercialisé par General Electric Plastics en 1964.

#### Exemples
Différents mélanges de PPE ont été développés, par exemple, :
- PPE + PA : mélange le plus important, ex. : PPE + PA 6-6 ;
- PPE + PBT ;
- PPE + PPS ;
- PPE + PS ;
- PPE + PS + PA ;
- PPE + PS-HI ; autre symbole : PPE + SB (ex. : Noryl) ;
- PPE + SBS ;
- PPE + SEBS.

Des mélanges renforcés sont disponibles, le taux de fibre de verre peut atteindre 30 %. Le Noryl GTX RNX130 est un grade renforcé du mélange PPE + PS + PA ; par exemple, sa température de fléchissement sous charge (HDT) atteint 251 °C (pour 30 % FV).

## Principaux analogues

### Polysulfures aromatiques
Les polysulfures aromatiques sont des analogues proches des polyéthers aromatiques. Un exemple est le poly(sulfure de phénylène) (PPS).

### Polyaryléthercétones
La plus importante des polyaryléthercétones (PAEK) est la poly(éther-éther-cétone de phénylène) (PEEK). Voir aussi Polycétone.

### Polyaryléthersulfones
Les polyaryléthersulfones (PAES) font aussi partie de la liste des analogues des polyaryléthers.

### Polyétherimides
Les polyétherimides (PEI) font partie des polyimides thermoplastiques.

## Propriétés

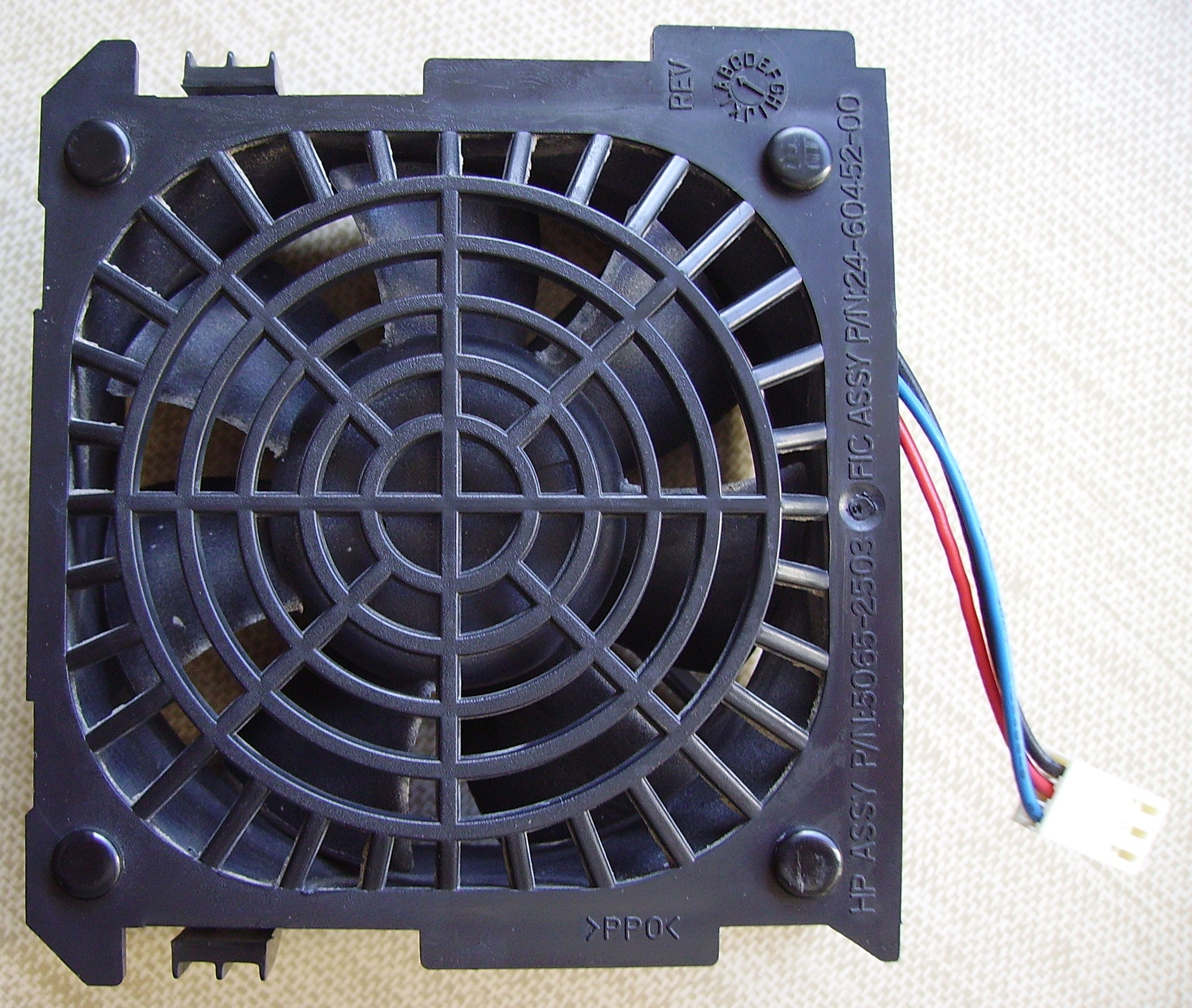
Support de ventilateur d'ordinateur en PPO (modifié) ; un exemple d'objet nécessitant une bonne précision et stabilité dimensionnelle, et un bon comportement au feu.

Les polyéthers aromatiques et leurs analogues possèdent de bonnes propriétés thermomécaniques et chimiques ; le PPO pur (non modifié par mélange) et certains analogues sont des polymères de hautes performances (en) (polymères spéciaux ; les matériaux correspondant sont onéreux) à valeur de Tv relativement élevée (ex. : PEEK, PPS, polymères sulfoniques PSU, PESU et PPSU).
Les caractéristiques des matériaux varient selon leur composition. Le mélange PPE + SB a une densité d'environ 1,06 et résiste au choc à froid. La température maximale d'utilisation de certains grades est égale à 150 °C. L'indice limite d'oxygène de certains PPE modifiés, sans additif halogéné, atteint 32. La température d'injection du PPO modifié est dans la plage 260 à 300 °C, contre 320 à 350 °C pour le PPO.

## Polymères modifiés avec du PPE
Certains polymères peuvent être modifiés par mélange avec du PPE :
- PA + PPE ;
- PC + PPE + SB ;
- PS + (PPE + PS).